# Руда

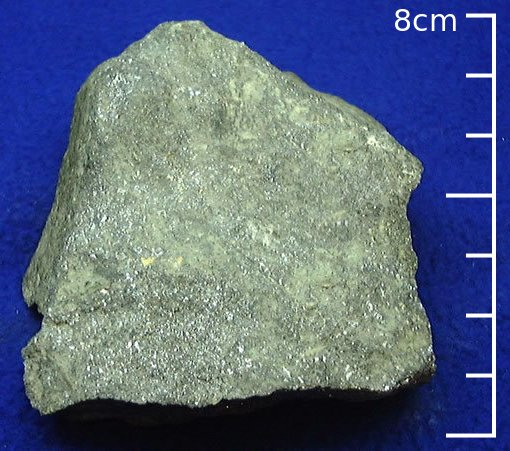
Свинцева руда

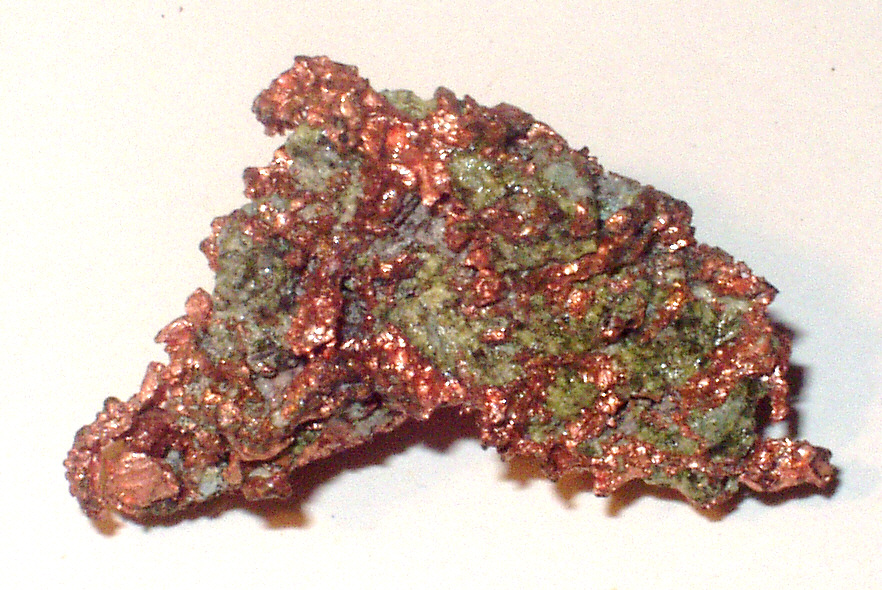
Руда міді

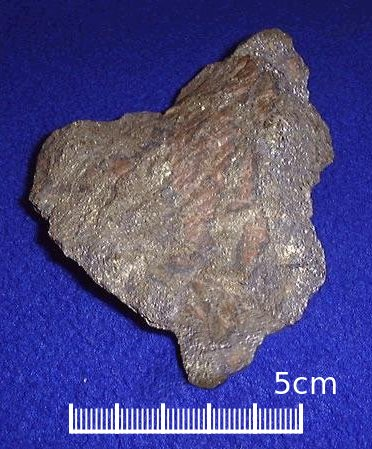
Золотоносна руда

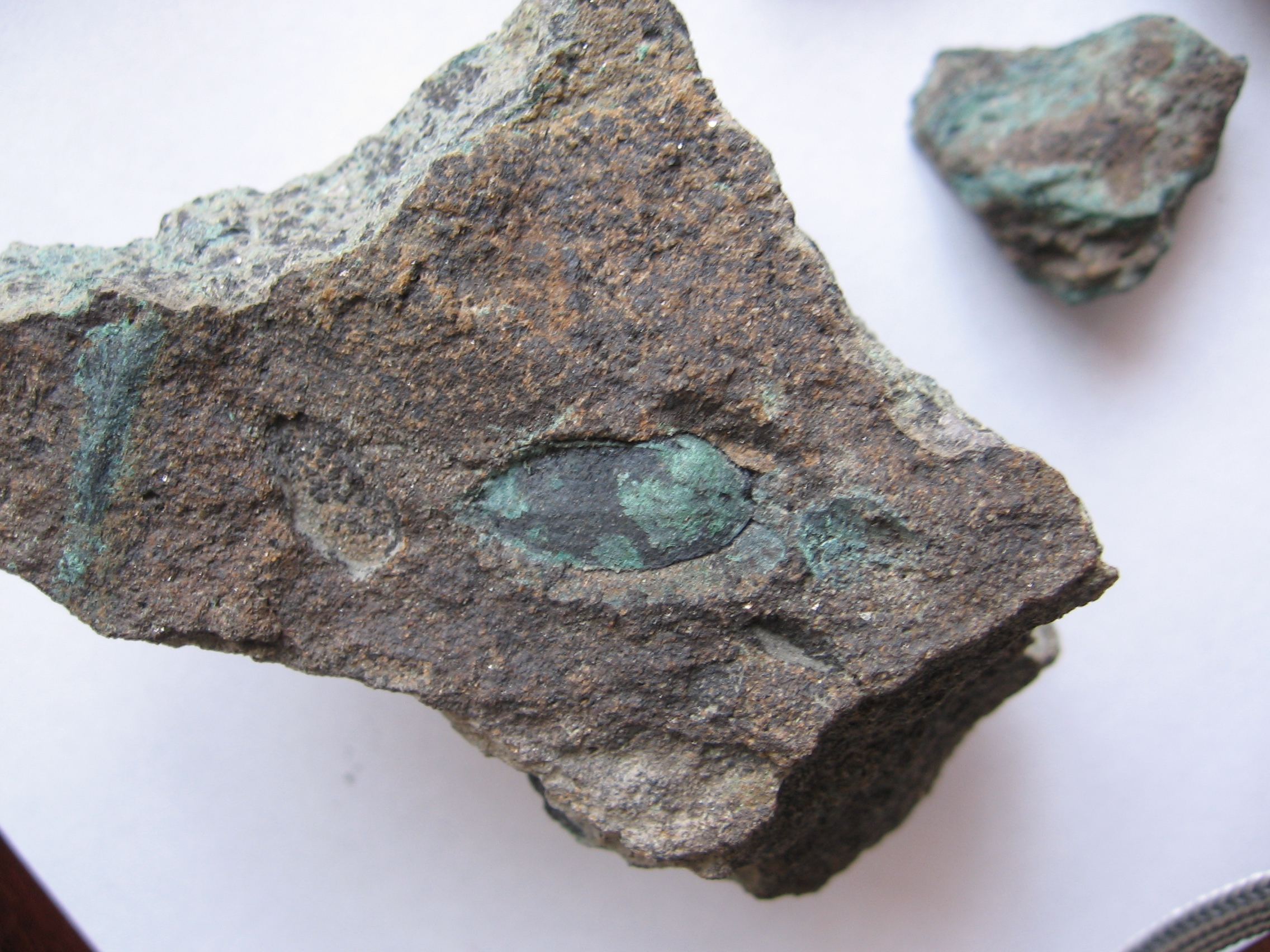
Мідна руда з давнього рудника «Картамиш», що на Донбасі

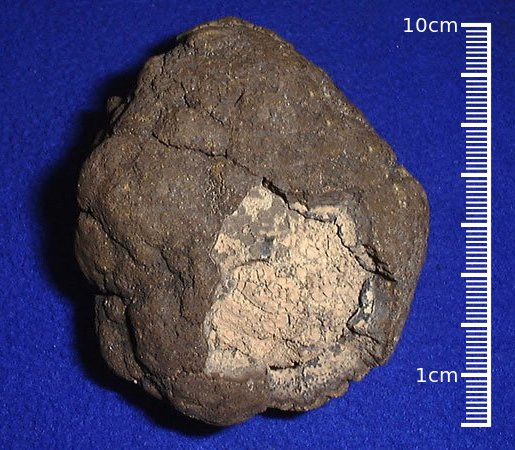
Марганцева руда

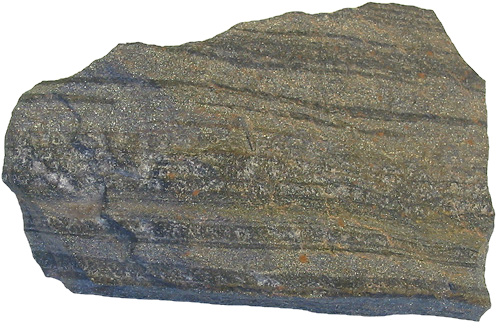
Залізна руда

Руда́ (англ. ore, нім. Erz n) — природне мінеральне утворення, яке містить метали та їхні сполуки у кількостях та у вигляді, придатних і економічно доцільних для їх промислового використання. Іноді рудами називають також деякі види неметалічної сировини, наприклад, азбестова, баритова, графітова, сірчана, п'єзокварц, флюорит та інші
Економічна доцільність визначається кондиціями на руду. Можливість переробки руди обумовлена її запасами. Поняття руди змінюється в результаті прогресу техніки; з часом коло руд і мінералів, що застосовуються, розширюється.

## Історія
Зародження рудного промислу оцінюють у таких темпоральних рамках:
9–18 ст. до н. е. — початок видобутку руд заліза;
7–5 тис. р. до н. е. — початок збирання та використання самородків і видобутку руд кольорових металів — міді, золота, олова, стибію.
Передумови початку видобування і переробки руд металів, виникнення металургії полягали в послідовному розвитку гірничих технологій кам’яної доби й були пов’язані з формуванням вже в неоліті стійкої спільноти «гірничих людей», які протягом століть вели розробку нерудної сировини, накопичуючи відповідний досвід. Всередині цієї спільноти розгорнулася довготривала цілеспрямована діяльність з освоєння металів, у певних аспектах пов’язана також із сакральними культами.
Географія видобутку і металургійної переробки руд у давньому світі охоплює всі населені континенти, але в часі ці процеси нерівномірні. Найдавніші мідні предмети та шматки руди виявлені у ранньоземлеробних поселеннях Передньої Азії близько 4 000 років до н. е. У 4–3 тисячоліттях до н. е. мідні знаряддя стали витісняти камʼяні (на Стародавньому Сході — з 4 тисячоліття до н. е., в Європі — з 3 тисячоліття до н. е.). На території України мідна доба датується 4–3 тисячоліттям до н. е.
Найдавніші бронзові вироби знайдені в Південному Ірані та Давній Месопотамії і датовані 4 тисячоліттям до н. е. Наприкінці цього 4 тисячоліття бронза проникла до Малої Азії та Єгипту. 3 тисячоліття до н. е. вироби з бронзи вже були поширені в Україні, на всьому Півдні Європи та в Індії. 2 тисячоліття до н. е. бронзова металургія розповсюдилася рештою регіонів Європи та Китаєм. Тоді бронзу виготовляли на півдні Балканського півострова та на островах Егейського моря (див. Крито-Мікенська культура). В Африці та Південній Америці початок бронзової доби зафіксований пізніше — у 1 тисячолітті до н. е. У Месопотамії та Єгипті хронологічні рамки бронзової доби збігаються з часами утворення первинних цивілізацій.
Терени України часів ранньої та середньої бронзи належали до Циркумпонтійської металургійної провінції, а в період пізньої бронзи — до Євразійської та Європейської металургійних провінцій.

## Класифікація
Спроби класифікації руд відносяться до пізнього середньовіччяю Так Ґеорґіус Аґрікола у роботі De Re Metallica (1556 рік) так поділяє руди:
| Руди сильно відрізняються, по-перше, за металами, які в них містяться, потім за кількістю металу, що міститься в них, а також тим, що одні з них швидко плавляться на вогні, а інші – повільно. Тому існує багато способів плавки. |
На початку ХХІ ст. руди виділяють:
За хімічним складом переважаючих в рудах мінералів серед них розрізнюють руди силікатні, кременисті, оксидні, сульфідні, карбонатні і змішані. Виділяють природно багаті і бідні руди, останні вимагають збагачення; крім того, є руди, що не мають промислової цінності.
Розрізняють руди мономінеральні, що складаються з одного мінералу, та полімінеральні — агрегат цінних і супутніх мінералів. Якщо в рудах є інші компоненти, вилучення яких економічно доцільне, то вони називаються комплексними.
У виробничій діяльності використовуються терміни «руда сира» (видобута руда, яка підлягає збагаченню) та «товарна руда» (підготовлена до металургійної переробки), а також збагачувана (легко- або важкозбагачувана) руда, конвертерна руда, збагачена (або незбагачена) руда, уламкова руда, крупна (великогрудкова) руда, випалена руда, бінарна руда, чиста (незбіднена) руда, відсортована руда, окиснена руда та ін.
Руда бідна — руда, у якій вміст корисних компонентів нижчий від середньогалузевого на даний час; підлягає обов'язковому збагаченню.
Руда багата — руда, у якій вміст корисних компонентів вищий від середньогалузевого в наш час[коли?] і може йти в плавку без попереднього збагачення.
Руда бобова — залізна, манґанова, алюмінієва (боксити) руда, що має бобову структуру. Походження — осадове і елювіальне. Осадова бобова руда утворює пласти, прошарки і лінзи. Елювіальна руда бобова накопичується у кишенях. Найчастіше руда бобова представлена бурим залізняком і утворюється на дні озер та боліт (відповідно руда озерна і руда болотна).
Руда болотна — поклади бурого залізняка (лімоніту) на дні боліт у вигляді конкрецій, твердих кірок.
Руда вкраплена — руда, що в основному складається з пустої породи, в яку вкраплені рудні матеріали у вигляді зерен, їх скупчень та прожилок. Часто вкраплена руда як ореол супроводжує крупні суцільні рудні тіла. Утворює також самостійні, іноді великі родовища. Протиставляється руді суцільній. Синонім — розсіяна руда.
Руда галмейна — вторинна цинкова руда, складена головним чином каламіном та смітсонітом. Розповсюджена в зонах окиснення цинкових родовищ. Назва — від німецького «Galmei» або від латинського «calamina» — каламін.
Руда горохова — різновид руди бобової.
Руда дернова — пухкі, пористі, іноді зцементовані утворення лімоніту з домішками. Синонім — руда лугова.
Руда жовнова — рудні жовна. Зустрічається у осадових залізних (лімонітових), фосфоритових та інших покладах.
Руда комплексна — складна руда декількох металів або ін. корисних компонентів, наприклад, мідно-нікелева, яка містить також кобальт, платину, золото, срібло, селен, телур і т. д.
Руда кондиційна — руда, що задовольняє встановленим кондиціям за вмістом корисних чи шкідливих компонентів, за крупністю зерен або за іншими показниками.
Руда озерна — залізна (лімонітова) руда, яка відкладається на дні озер. Аналог — болотна руда. Представлена бобовинами.
Руда окиснена — приповерхнева руда сульфідних родовищ. Виникла як результат окиснення первинних руд.
Руда оолітова — руда, що складається з дрібних округлих конкрецій — оолітів. Розповсюджений структурний тип залізних руд.
Руда некондиційна — руда, що не задовольняє встановленим кондиціям за вмістом корисних чи шкідливих компонентів, за крупністю зерен або іншим показникам.
Руда природнолегована — латеритна залізна руда з більшим ніж звичайно вмістом нікелю, кобальту, манґану, хрому та інших металів, які придають чавуну та іншим продуктам, що виплавляються з такої руди, підвищену якість — легованість.
Руда рядова — 1. Звичайна середня руда даного родовища. 2. Руда, яка надходить з гірничих виробок на збагачення. Синонім — руда сира.
Руда сажиста — тонкодисперсні пухкі маси чорного кольору, які складені вторинними оксидами (тенорит) і сульфідами міді — ковеліном і халькозином. Утворюються в зоні вторинного сульфідного збагачення. Багата мідна руда.
Руда суцільна — руда, яка повністю складається з рудного матеріалу. Протиставляється руді вкрапленій. Синонім — руда масивна.
Руди балансові — руди, що задовольняють кондиціям, установленим для підрахунку балансових запасів у надрах.
Руди забалансові — руди, використання яких у наш час[коли?] економічно недоцільно внаслідок малих запасів у родовищі, малій потужності покладу, низького вмісту корисних компонентів; при наявності руди забалансової в контурі кар'єру питання про її промислове використання зважується проектом.

## Руди за основними складовими компонентами
Розрізняють руду:
Арсенову бляклу (те ж саме, що й мінерал тенантит, заст.).
Арсенову червону (застаріла назва пруститу).
Арсенисту бляклу (застаріла назва тенантиту).
Арсено-бісмуто-мідну (інша назва мінералу епігеніту, Cu8Fe3As2S10).
Арсеново-мідну бляклу (застаріла назва тенантиту).
Арсеново-стибієву бляклу (застаріла назва тетраедриту).
Атласну (те ж саме, що й малахіт волокнистий).
Білу (інша назва марказиту, арсенопіриту та кренериту).
Білу цінну (тетраедрит, що містить срібло).
Бісмутову бляклу (тенантит бісмутистий).
Бісмуто-кобальтову (суміш смальтину з бісмутом).
Бісмуто-кобальто-нікелеву (застаріла назва полідиміту).
Бісмуто-мідну (тенантит бісмутистий).
Бісмуто-свинцеву (застаріла назва мінералу матильдиту).
Блискучу (застаріла назва мінералу арґентиту).
Болотну (крихкий пористий лімоніт болотного походження).
Бронзову (суміш самородної міді з землистим купритом).
Бурундучну (смугасті сфалерит і ґаленіт у бариті і доломіті).
Візирну (застаріла назва каситериту).
Вольфрамово-свинцеву (застаріла назва мінералу штольциту).
Вузлувату (ґаленіт у піщаних конкреціях; помилкова назва пісковику просякнутого ґаленітом).
Галуново-білу (алуніт).
Гірську трутну (застаріла назва джемсоніту).
Глазурну (застаріла назва чистого, бідного на срібло
ґаленіту).
Голчасту (застаріла назва мінералу айкініту).
Графічну (застаріла назва сильваніту).
Гумітову (те ж саме, що й гуміт в значенні силікату магнію острівної будови Mg7[(OH, F)2SiO4]3).
Гусинокальну (рентгеноаморфна суміш оксидів заліза, стибію та арсену).
Дернову (лімоніт).
Джерельну (лімоніт).
Дзеркальну (інша назва залізного блиску).
Дистомову (мінерал ешиніт).
Дистомову чорну (мінерал ешиніт).
Жовту (застаріла назва мінералу кренериту).
Жовту менакову (титаніт).
Залізну алюмінієву (шпінель).
Залізну білу (гелеподібний залізистий карбонат).
Залізну блискучу (інша назва гематиту).
Залізну буру (інша назва лімоніту).
Залізну голубу (застаріла назва вівіаніту).
Залізну голчасту (інша назва ґетиту).
Залізну жовту (застаріла назва мінералів копіапіту, ярозиту, лімоніту у вигляді землистих агрегатів).
Залізну зелену (інша назва бісмутину).
Залізну оксамитову (інша назва лепідокрокіту).
Залізну печінкову (інша назва піриту).
Залізну синю (застаріла назва вівіаніту).
Залізну слюдисту (гематит у вигляді лускуватих агрегатів).
Залізну смоляну (застаріла назва стильпносидериту і лімоніту; інша назва мінералу пітициту; інша назва трипліту).
Залізну талькову (інша назва магніїстого магнетиту).
Залізну титанову (інша назва рутилу залізного).
Залізну трапову (титаномагнетит у базальті).
Залізну червону (застаріла назва гематиту).
Залізну чорну (інша назва мінералу маккензиту — хлориту шаруватої будови).
Зелену (застаріла назва піроморфіту).
Золоту білу (застаріла назва сильваніту).
Золоту сіру (застаріла назва нагіагіту).
Йонну (різновид рідкісноземельних руд ітрію, дивись руди йонні); квіткову (застаріла назва нагіагіту).
Кінсько-м'ясну (застаріла гірницька назва борніту).
Клочкувату (застаріла назва міметезиту).
Кобальтову (застаріла назва кобальтиту).
Кобальтову бляклу (блякла руда, яка містить кобальт).
Кобальтову сіру (інша назва мінералу джайпуриту, CoS).
Кобальтову тверду (застаріла назва скутерудиту).
Кобальто-бісмутову (скутерудит, що містить бісмут).
Кобальто-манґанову (інша назва ваду кобальтистого та родохрозиту кобальтистого).
Кобальто-свинцеву (суміш клаусталіту (PbSe) з кобальтитом).
Копійчану (лімоніт у вигляді круглих плоских утворень).
Коралову (кіновар з домішками землистої або органічної речовини і доломіту).
Кременисто-цинкову (застаріла назва геміморфіту).
Крихку блискучу (застаріла назва каламіну).
Кубічну (застаріла назва фармакосидериту).
Кульову (те ж саме, що й кіновар).
Латунну (застаріла назва аурихальциту; суміш сфалериту з халькопіритом).
Листувату (інша назва нагіагіту).
Лінзову (застаріла назва мінералу ліроконіту).
Лугову (староукраїнська назва бурого залізняку).
Манґанову блискучу (мінерал манганіт).
Манґанову болотну (інша назва ваду).
Манґанову буру (мінерал манганіт; застаріла назва піролюзиту).
Манґанову зелену (частково розкладений родоніт).
Манґанову мідну (застаріла назва ваду мідного).
Манґанову міцну (застаріла назва гаусманіту).
Манґанову м'яку (загальна назва мінералів піролюзиту і ваду).
Манґанову пірамідальну (застаріла назва гаусманіту).
Манґанову призматичну (піролюзит; застаріла назва манґаніту).
Манґанову сіру (застаріла назва піролюзиту та манґаніту).
Манґанову тверду (застаріла назва брауніту).
Манґанову червону (застаріла назва родохрозиту).
Манґанову чорну (застаріла назва гаусманіту та
псиломелану).
Менакову (інша назва мінералу титаніту).
Мідисту дерев'янисту (олівеніт у вигляді тонковолокнистих агрегатів із зони окиснення мідних родовищ).
Мідну білу (марказит з невеликими домішками арсену).
Мідну бляклу (застаріла назва тетраедриту).
Мідну буру (застаріла назва борніту).
Мідну бісмутову (те ж саме, що й мінерал вітихеніт, Cu3BiS3; інша назва мінералів емплектиту, CuBiS2 та лазуриту).
Мідну жовту (застаріла назва халькопіриту).
Мідну манґанову (інша назва мінералу креднериту).
Мідну оксамитову (застаріла назва мінералу ціанотрихіту).
Мідну октаедричну (інша назва куприту).
Мідну оливкову (застаріла назва олівеніту).
Мідну перисту (інша назва халькотрихіту).
Мідну печінкову (суміш, головний складник — землистий куприт).
Мідну плюшеву (застаріла назва куприту).
Мідну пористу (інша назва куприту волосистого).
Мідну пурпурну (застаріла назва борніту).
Мідну рогову (інша назва атакаміту).
Мідну рябу (те саме, що й мідна строката).
Мідну сажисту (інша назва тенориту).
Мідну синю (застаріла назва борніту).
Мідну сіру (застаріла назва мінералу халькозину та тетраедриту).
Мідну склувату (застаріла назва халькозину).
Мідну смоляну (суміш головним чином хризоколи з стильпносидеритом).
Мідну солону (інша назва атакаміту).
Мідну строкату (застаріла назва борніту).
Мідну фіолетову (застаріла назва борніту).
Мідну цеглисту (суміш землистого куприту з глиною).
Мідну червону (застаріла назва куприту).
Мідну чорну (застаріла назва тенориту).
Мідну шлакову (застаріла назва хризоколи).
Мідно-бісмутову (застаріла назва мінералу вітихеніту).
Мідно-свинцево-ванадієву (застаріла назва деклуазиту).
Молібденово-свинцеву (застаріла назва вульфеніту).
Молочну (застаріла назва хлораргіриту).
М'яку (інша назва акантиту).
М'яку склувату (застаріла назва полібазиту).
Нагіакову (інша назва нагіагіту).
Непридатну бурокам'яну (застаріла назва родоніту).
Ниркову (гематит у вигляді ниркоподібних мас).
Ниркоподібну (бурий залізняк у вигляді конкрецій у глині).
Нікелеву білу (застаріла назва рамельсберґіту і хлоантиту).
Нікелеву бляклу (інша назва тетраедриту нікелистого).
Оксамитову (інша назва мінералу ціанотрихіту).
Оливкову (застаріла назва лібетеніту, олівеніту і фармакосидериту).
Оливкову кубічну (застаріла назва фармаколіту).
Оливкову листувату (застаріла назва халькофіліту).
Оливкову променисту (застаріла назва кліноклазу).
Олов'яну (інша назва каситериту).
Олов'яну голчасту (каситерит у вигляді гостропірамідальних кристалів).
Олов'яну зелену (інша назва піроморфіту).
Павину (застаріла назва борніту).
Перисту (загальна інша назва для тонкоголчастих або волокнистих сульфідів — джемсоніту, антимоніту, гетероморфіту — рідкісної стибієвої сульфосолі свинцю, Pb7Sb8S19)
Перисту гнучку (застаріла загальна назва джемсоніту й буланжериту).
Перисту крихку (застаріла заг. назва джемсоніту, цинкеніту й гетероморфіту).
Печінкову (суміш куприту, лімоніту й колоїдного SiO2).
Письмову (застаріла назва сильваніту).
Пітинову (інша назва гуміт в значенні силікату магнію острівної будови Mg7[(OH, F)2SiO4]3), променисту (інша назва кліноклазу).
Рогову (застаріла назва хлораргіриту).
Ртутну бляклу (інша назва тетраедриту ртутистого).
Ртутну горючу (суміш кіноварі з глинистими й бітумінозними речовинами).
Ртутну печінкову (кіновар з органічними або землистими домішками, а також домішками доломіту).
Ртутну рогову (інша назва каломелі).
Свинцеву арсенову (застаріла назва міметезиту).
Свинцеву білу (застаріла назва церуситу).
Свинцеву бляклу (застаріла назва бурноніту).
Свинцеву буру (застаріла назва піроморфіту).
Свинцеву важку (застаріла назва платнериту — рідкісного діоксиду свинцю PbO2 ланцюжкової будови).
Свинцеву ванадієву (застаріла назва ванадиніту).
Свинцеву голубу (псевдоморфоза ґаленіту по піроморфіту).
Свинцеву жовту (застаріла назва вульфеніту).
Свинцеву зелену (застаріла назва піроморфіту).
Свинцеву коричневу (застаріла назва піроморфіту).
Свинцеву купоросну (застаріла назва англезиту).
Свинцеву потрійну (інша назва ледгіліту — рідкісного сульфат-карбонату свинцю Pb4[(OH)2|(CO3)2|SO4]).
Свинцеву рогову (застаріла назва фосґеніту).
Свинцеву синю (те ж саме, що й свинцева голуба).
Свинцеву строкату (інша назва піроморфіту).
Свинцеву червону (застаріла назва крокоїту).
Свинцеву чорну (церусит з домішкою вуглистої речовини).
Свинцеву шеєлеву (застаріла назва штольциту).
Свинцево-срібло-бісмутову (застаріла назва матильдиту).
Сіру (застаріла назва ґаленіту).
Сіру цінну (застаріла назва тетраедриту сріблистого і тетраедриту ртутистого).
Склувату (застаріла заг. назва арґентиту й халькозину; застаріла назва хлораргіриту).
Склувату тростинну (застаріла назва фрейєслебеніту).
Скляну (застаріла назва арґентиту).
Смоляну (те саме, що й уранініт).
Срібну блискучу (застаріла назва арґентиту).
Срібну бляклу (те саме, що й тетраедрит сріблистий).
Срібну-бісмутову (застаріла назва матильдиту).
Срібну гнучку (застаріла назва штернбергіту).
Срібну крихку (застаріла назва стефаніту).
Срібну рогову (застаріла назва хлораргіриту).
Срібну світло-червону (інша назва пруститу).
Срібну склувату (інша заг. назва арґентиту й акантиту).
Срібну склувату крихку (застаріла назва стефаніту).
Срібну темно-червону (інша назва піраргіриту).
Срібну червону (застаріла заг. назва піраргіриту й
пруститу).
Срібну чорну (застаріла назва стефаніту).
Срібну чорну крихку (інша назва стефаніту).
Срібну шарувату (інша назва нагіагіту).
Срібно-свинцеву бляклу (суміш тетраедриту з ґаленітом, що містить срібло).
Сталеву (суміш кіноварі з доломітом і землистими або органічними речовинами; арсенопірит з домішками срібла — до 9 %).
Стибієву (те саме, що мінерал кермезит — рідкісний оксисульфід стибію, Sb2S2O).
Стибієву білу або стибієву білу блискучу (застаріла назва валентиніту).
Стибієву жовту (те саме, що мінерал стибіконіт).
Стибієву нікелеву (застаріла назва ульманіту).
Стибієву перисту (застаріла назва джемсоніту).
Стибієву сіру (застаріла назва антимоніту).
Стибієву сіру волосисту (застаріла назва джемсоніту).
Стибієву червону або стибієву червоно-голчасту (застаріла назва кермезиту).
Стибієву чорну (стара інша назва бурноніту).
Стибіїсту бляклу або стибієво-арсенову бляклу (стара інша назва тетраедриту).
Стибієво-свинцеву (застаріла назва буланжериту і бурноніту).
Танталову тверду (інша назва танталіту).
Телуристу листову (нагіагіт).
Теркіфет (суміш смітсоніту яскраво-оранжевого кольору з ґринокітом із родовищ шт. Нью-Мексико, США).
Тигрову (застаріла назва стефаніту).
Титанову (застаріла назва рутилу).
Титанову кубічну (застаріла назва перовськіту).
Титанову пірамідальну (застаріла назва анатазу).
Титанову чорну (застаріла назва ільменіту).
Тютюнову (інша назва мінералу тураніту).
Уранову важку.
Смоляну і чорну (уранініт).
Фосфорно-мідну (суміш мінералів, в якій переважає псевдомалахіт).
Хромову залізну (інша назва хроміту).
Хромо-молібдено-свинцеву (інша назва вульфеніту хромистого).
Цеглисту (продукт розкладання халькопіриту; суміш доломіту з порошковидною кіновар'ю).
Цинкову (застаріла заг. назва сфалериту, смітсоніту та каламіну).
Цинкову бляклу (інша назва тенантиту цинковистого).
Цинкову скляну (застаріла назва каламіну).
Цинкову червону (застаріла назва цинкіту).
Цинково-крем'яну (застаріла назва каламіну).
Цинково-манґанову (інша назва халькофаніту).
Червону цінну (застаріла заг. назва пруститу та піраргіриту).
Черепичну (суміш куприту з червоними оксидами заліза).
Чорну (інша назва тетраедриту; інша назва стефаніту; псевдоморфоза лімоніту по піриту; інша назва алабандину).
Шеєлеву або шеєлітову (застаріла назва шеєліту).
Шкіряну (інша назва мінералу уантахаїту).
Шоколадну (колоїдно-дисперсна суміш ґарнієриту з лімонітом та іншими колоїдними мінералами з острова Нова Каледонія).

## Класифікація рудних мінералів відповідно до аніона

### Сульфідні руди
- Халькопірит: CuFeS2
- Галеніт: PbS
- Цинкова обманка: ZnS

### Оксидні руди
- Хроміт: (Fe, Mg)Cr2O4
- Каситерит: SnO2
- Магнетит: Fe3O4

### Силікатні руди
- Непуїт: (Ni, Mg)6[(OH)8|Si4O10]
- Берил: Be3Al2(SiO3)6
- Сподумен: LiAl(SiO3)2

## Класифікація рудних мінералів відповідно до катіона металу

### Чорноземні руди: Fe, Mn, Cr, Ti, Ni, Co, W, Mo, V

#### Залізні руди
- Магнетит або Магнітне залізо: Fe3O4
- Гематит або Желізовець: Fe2O3
- Сидерит або Шпат залізний: Fe[CO3]

#### Марганцеві руди
- Піролюзит або М'яка марганцева руда: MnO2
- Псиломелан або Жорстка марганцева руда: (Ba, H2O)4Mn10O20

#### Хромові руди
- Хроміт: FeCr2O4

#### Титанові руди
- Ільменіт або титанистий залізняк: FeTiO3
- Рутил: TiO2

#### Нікелеві руди
- Непуїт: (Ni, Mg)6[(OH)8|Si4O10]
- Пентландит: (Fe, Ni)9S8

#### Кобальтові руди
- Скутерудит: (Co, Ni)As3
- Кобальтин або Кобальтовий блиск: CoAsS

#### Вольфрамові руди
- Вольфраміт: (Fe, Mn)WO4
- Шеєліт: CaWO4

#### Молібденові руди
- Молібденіт: MoS2

#### Ванадієві руди
- Ванадиніт: Pb5(VO4)3Cl
- Карнотит K2(UO2)2(VO4)2·3H2O

### Кольорові метали: Cu, Pb, Zn, Sn

#### Мідні руди
- Халькозин або Мідний блиск: Cu2S
- Халькопірит або Мідний колчедан: CuFeS2

#### Свинцеві руди
- Галеніт: PbS
- Церусит або Білий свинець: PbCO3

#### Цинкові руди
- Сфалерит або Цинкова обманка: ZnS
- Смітсоніт або Цинковий шпат: ZnCO3

#### Олов'яні руди
- Каситерит: SnO2
- Станін: Cu2FeSnS4

### Легкі сплави: Al, Mg, Li, Be

#### Алюмінієві руди/Боксити
- Гібсит: Al(OH)3
- Діаспор: AlO(OH)
- Беміт: AlO(OH) або γ-AlOOH

#### Магнієві руди
- Магнезит: MgCO3
- Кізерит: MgSO4 * 4 H2O

#### Берилієві руди
- Берил: Be3Al2(SiO3)6
- Фенакіт: Be2SiO4

#### Літієві руди
- Сподумен: LiAl(SiO3)2
- Цинвальдит: K2Li4Al2(F, OH)4/Si8O20

### Дорогоцінні метали: Au, Ag, Pt

#### Золотоносні руди
- самородок Золота: Au
- Калаверит: AuTe2
- Сильваніт: (AuAg)2Te4

#### Срібні руди
- самородок Срібла: Ag
- Аргентит або Арґентит: Ag2S

#### Платинові руди
- самородок Платини: Pt
- Спериліт: PtAs2

## Текстура руд
Див. також Текстура руд
Текстура руд (англ. ore structure; нім. Erztextur f) — особливості будови рудної маси, що обумовлюються орієнтуванням і просторовим співвідношенням різних мінеральних агрегатів, з яких складається руда (на відміну від структури руд — будови власне мінеральних агрегатів). Визначається поєднанням мінеральних агрегатів, різних за структурою та мінеральним складом. Морфологічною одиницею Т.р. є мінеральний агрегат. Текстура виникає в руді у момент її утворення і віддзеркалює закономірності просторового розташування мінеральної речовини.
Виділяють 10 осн. груп текстур: масивна, плямиста, смужкувата, прожилкова, сфероїдальна, ниркоподібна, дроблення, пустотна, каркасна й пухка. Усередині кожної групи є свої види, напр.: плямиста включає два види текстур (такситова й вкраплена), а смужкувата — дев'ять видів текстур (власне смужкувата, стрічкова, складна й ін.). Аналіз структур і текстур руд дозволяє встановити послідовність утворення мінералів і особливості формування рудних тіл.